# Tramway de Kenosha
 (avril 2025).
Si vous disposez d'ouvrages ou d'articles de référence ou si vous connaissez des sites web de qualité traitant du thème abordé ici, merci de compléter l'article en donnant les références utiles à sa vérifiabilité et en les liant à la section « Notes et références ».
Le tramway de Kenosha est le réseau de tramways de la ville de Kenosha (Wisconsin), aux États-Unis. Ouvert le 17 juin 2000, il comporte une ligne unique, longue de 2,7 kilomètres.